# Tiden second hand
Tiden second hand: slutet för den röda människan är en dokumentärroman av den belarusiska, ryskspråkiga författaren Svetlana Aleksijevitj som gavs ut i svensk översättning av Kajsa Öberg Lindsten 2013. I likhet med hennes tidigare verk handlar Tiden second hand om livet i Sovjetunionen och berättas genom vittnesskildringar från invånare i de forna sovjetrepublikerna som återges i något som har beskrivits som ett "körverk" om den socialistiska utopin, dess kaos och dess fall.
Tiden second hand är en av delarna i författarens serie som går under titeln Utopins röster - Historien om den röda människan.